# Eisschnelllauf-Mehrkampfweltmeisterschaft 1996

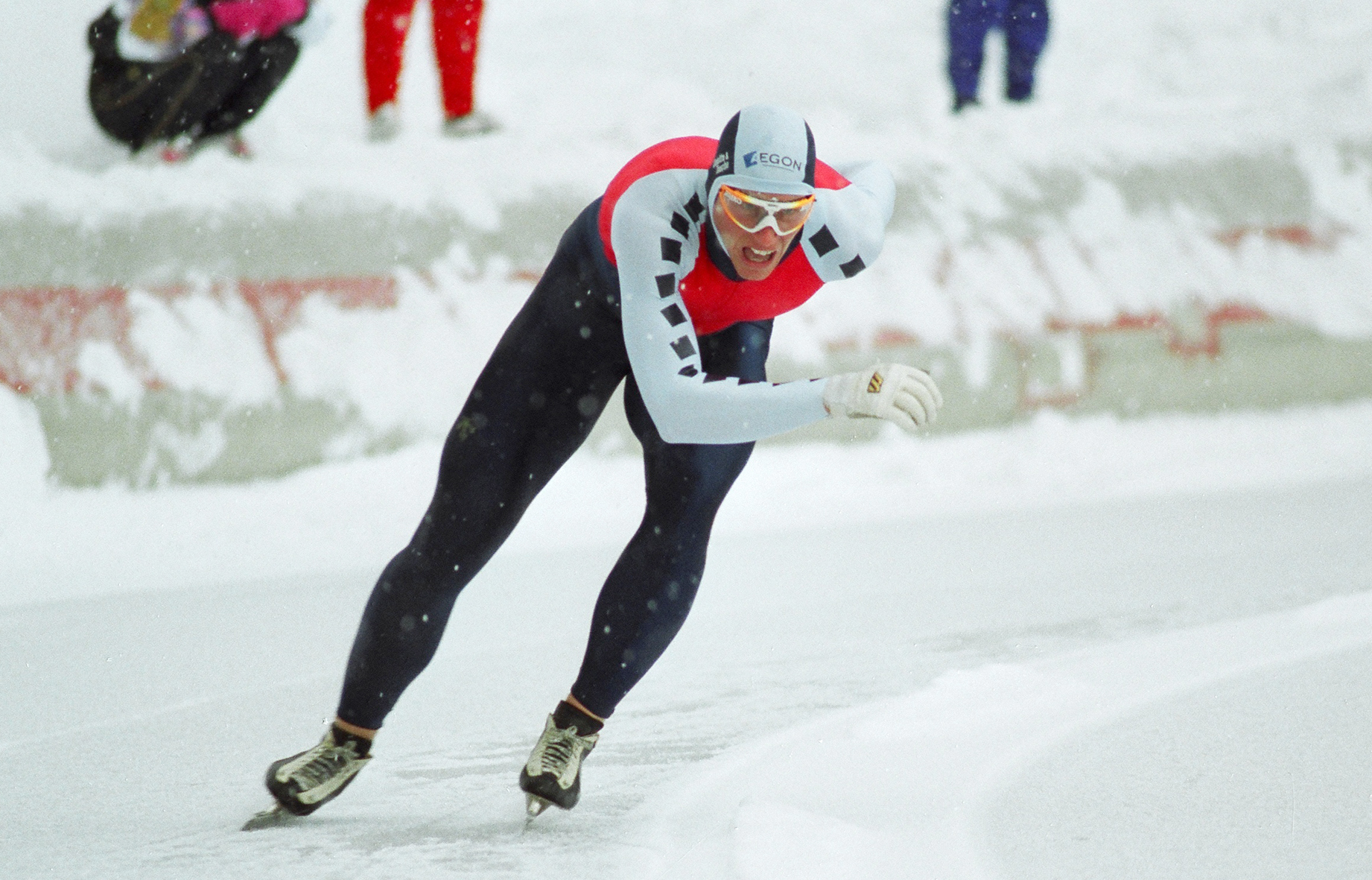
Weltmeister Rintje Ritsma (Aufnahmedatum unbekannt)

Die 90. Mehrkampfweltmeisterschaft (54. der Frauen) fand vom 2. bis 4. Februar 1996 im Ludwig-Schwabl-Stadion im deutschen Inzell statt. Die beiden Weltmeistertitel gewannen die Deutsche Gunda Niemann und der Niederländer Rintje Ritsma.

## Teilnehmende Nationen
Frauen
Das Teilnehmerfeld des Frauenmehrkampfes setzte sich aus 28 Sportlerinnen aus 15 Nationen zusammen. Die Pfeile geben an, wie sich die Mannschaftsgröße eines Landes gegenüber der vorherigen Ausgabe geändert hat.
- 3 Starterinnen:  Deutschland,  Japan,  Niederlande,  Rumänien ↑,  Vereinigte Staaten
- 2 Starterinnen:  Italien ↑,  Österreich,  Russland
- 1 Starterin:  Kanada ↓,  Lettland,  Norwegen,  Polen ↑,  Schweden,  Ukraine,  Belarus ↑

Nicht mehr vertreten im Vergleich zum Vorjahr waren Athletinnen aus Kasachstan. Insgesamt war das Feld um zwei Teilnehmerinnen größer als 1995.
Männer
Im Männermehrkampf starteten 41 Sportler aus 22 Nationen.
- 4 Starter:  Niederlande ↑
- 3 Starter:  Deutschland,  Japan,  Kanada ↑,  Norwegen,  Russland ↑,  Vereinigte Staaten ↑
- 2 Starter:  Italien,  Kasachstan,  Österreich,  Südkorea ↑
- 1 Starter:  Finnland,  Frankreich ↑,  Neuseeland,  Polen ↓,  Portugal ↑,  Rumänien,  Schweden,  Schweiz,  Ukraine,  Ungarn ↑,  Belarus

Insgesamt war das Feld um sieben Teilnehmer größer als 1995.

## Wettbewerb

### Frauen
Vor einem größtenteils niederländischen Publikum – von 7500 Zuschauern in Inzell stammten etwa 6000 aus dem Land von Annamarie Thomas und Tonny de Jong, lediglich 1000 aus Deutschland – feierte Gunda Niemann ihren fünften Weltmeistertitel im Vierkampf und zog damit in der ewigen Bestenliste mit Karin Enke gleich. Über 500 Meter belegte Niemann, die sich im Dezember 1995 einer Knie-Operation unterzogen hatte, Rang sechs. Anschließend lief sie über 1500 und 3000 Meter die schnellsten Zeiten. Die nach ihrer EM-Silbermedaille als Mitfavoritin gehandelte Annamarie Thomas fiel im abschließenden 5000-Meter-Lauf aus den Medaillenrängen. Dort war Claudia Pechstein mit 0,32 Sekunden Vorsprung auf Niemann am schnellsten, Pechstein setzte sich damit im Gesamtklassement hinter ihrer Teamkollegin auf Rang zwei.
Die folgende Tabelle zeigt die zwölf bestplatzierten Sportlerinnen in der Gesamtwertung der Mehrkampf-WM an, die sich für die Finalteilnahme über 5000 Meter qualifiziert haben. Die Zahl in Klammern gibt die Platzierung je Einzelstrecke an, fett gedruckt die jeweils Schnellste.
| Rang | Name                | 500 Meter    | 1500 Meter       | 3000 Meter       | 5000 Meter       | Gesamt- Punkte |
| ---- | ------------------- | ------------ | ---------------- | ---------------- | ---------------- | -------------- |
| 01   | Gunda Niemann       | 41,63 s (6)  | 2:06,13 min (1)  | 4:22,59 min (1)  | 7:38,34 min (2)  | 173,272        |
| 02   | Claudia Pechstein   | 41,91 s (8)  | 2:09,28 min (7)  | 4:27,96 min (2)  | 7:38,02 min (1)  | 175,465        |
| 03   | Mitsue Uehara       | 41,59 s (5)  | 2:07,62 min (3)  | 4:28,21 min (3)  | 7:48,46 min (3)  | 175,677        |
| 04   | Annamarie Thomas    | 41,32 s (2)  | 2:08,43 min (4)  | 4:32,04 min (7)  | 7:50,49 min (5)  | 176,519        |
| 05   | Tonny de Jong       | 42,06 s (11) | 2:09,96 min (10) | 4:31,04 min (6)  | 7:49,58 min (4)  | 177,511        |
| 06   | Swetlana Baschanowa | 42,35 s (13) | 2:07,02 min (2)  | 4:30,08 min (5)  | 8:00,74 min (7)  | 177,777        |
| 07   | Maki Tabata         | 41,96 s (10) | 2:09,19 min (6)  | 4:32,13 min (8)  | 8:03,20 min (8)  | 178,698        |
| 08   | Chiharu Nozaki      | 41,51 s (4)  | 2:09,76 min (9)  | 4:34,88 min (12) | 8:04,19 min (9)  | 178,995        |
| 09   | Ingrid Liepa        | 41,92 s (9)  | 2:08,83 min (5)  | 4:39,08 min (14) | 8:10,28 min (11) | 180,404        |
| 10   | Heike Warnicke      | 43,92 s (23) | 2:13,02 min (22) | 4:29,87 min (4)  | 7:52,64 min (6)  | 180,502        |
| 11   | Becky Sundstrom     | 41,31 s (1)  | 2:10,79 min (11) | 4:41,09 min (17) | 8:09,92 min (10) | 180,746        |
| 12   | Moira D’Andrea      | 41,50 s (3)  | 2:09,44 min (8)  | 4:40,80 min (16) | 8:22,23 min (12) | 181,669        |

### Männer
Der Niederländer Rintje Ritsma verteidigte seinen im Vorjahr gewonnenen Titel im Duell mit seinem Landsmann Ids Postma. Beide zählten auf allen vier Strecken zu den jeweils drei schnellsten Athleten, wobei Ritsma auf den längeren Distanzen leicht überlegen war. Über 500 Meter und 1500 Meter war der Japaner Hiroyuki Noake am schnellsten, er belegte hinter seinem Teamkollegen Keiji Shirahata den vierten Rang.
Die folgende Tabelle zeigt die zwölf bestplatzierten Sportler in der Gesamtwertung der Mehrkampf-WM an, die sich für die Finalteilnahme über 5000 Meter qualifiziert haben. Die Zahl in Klammern gibt die Platzierung je Einzelstrecke an, fett gedruckt der jeweils Schnellste.
| Rang | Name               | 500 Meter    | 5000 Meter       | 1500 Meter       | 10.000 Meter      | Gesamt- Punkte |
| ---- | ------------------ | ------------ | ---------------- | ---------------- | ----------------- | -------------- |
| 01   | Rintje Ritsma      | 37,73 s (3)  | 6:52,34 min (2)  | 1:54,66 min (3)  | 14:22,30 min (1)  | 160,299        |
| 02   | Ids Postma         | 37,59 s (2)  | 6:54,05 min (3)  | 1:54,32 min (2)  | 14:27,17 min (2)  | 160,459        |
| 03   | Keiji Shirahata    | 37,80 s (4)  | 6:55,83 min (5)  | 1:55,25 min (6)  | 14:38,31 min (5)  | 161,714        |
| 04   | Hiroyuki Noake     | 37,10 s (1)  | 7:06,99 min (14) | 1:53,92 min (1)  | 14:47,09 min (7)  | 162,126        |
| 05   | KC Boutiette       | 37,84 s (6)  | 6:58,41 min (7)  | 1:55,19 min (5)  | 14:43,62 min (6)  | 162,258        |
| 06   | Martin Hersman     | 38,06 s (9)  | 6:55,50 min (4)  | 1:55,28 min (7)  | 14:57,10 min (10) | 162,891        |
| 07   | Tōru Aoyanagi      | 38,23 s (12) | 7:00,13 min (9)  | 1:55,92 min (9)  | 14:49,10 min (8)  | 163,338        |
| 08   | Neal Marshall      | 37,84 s (6)  | 7:02,34 min (11) | 1:55,03 min (4)  | 14:58,82 min (11) | 163,358        |
| 09   | Bart Veldkamp      | 39,36 s (24) | 6:51,20 min (1)  | 1:59,01 min (18) | 14:34,11 min (4)  | 163,855        |
| 10   | Frank Dittrich     | 39,45 s (25) | 6:57,31 min (6)  | 1:58,14 min (12) | 14:30,18 min (3)  | 164,070        |
| 11   | Dave Tamburrino    | 38,63 s (17) | 6:59,77 min (8)  | 1:57,21 min (11) | 14:53,25 min (9)  | 164,339        |
| 12   | Andrei Anufrijenko | 38,09 s (11) | 7:05,54 min (13) | 1:55,85 min (8)  | 15:08,03 min (12) | 164,661        |